# Severyn Nalyvaïko
Severyn Nalyvaïko (en ukrainien : Северин Наливайко, en polonais : Seweryn Nalewajko, dans la littérature historique Semen Nalewajko) (vers 1560 - 11 avril 1597) est un chef cosaque qui a mené l'une des révoltes populaires les plus massives en Ukraine et en Biélorussie en 1595.
Né à Houssiatyn, il est le fils d'un maître fourreur galicien battu à mort par les hommes d'un seigneur, Kalinovski qui veut lui prendre ses terres. D'après des sources polonaises, Severyn Nalyvaïko est un « homme d'une grande beauté et d'une aptitude hors du commun en plus d'être un artilleur reconnu ». Après 1597, sa famille c'est réfugiée à Iasenitsa-Zamkova, au pied des Carpates, où se trouve la Nalévaïkoléna, la terre des Nalyvaïko. Un rameau de sa descendance est devenu français en 1930.
Son frère le plus connu, Démian Nalyvaïko, né vers 1627, estreligieux, prieur de l’église Saint-Nicolas d’Ostrog et érudit orthodoxe à la cour du prince Constantin II Ostrogski (1526-1608) et de son fils Janvier Ostrogski (1554-1620). Il participa au soulèvement de son frère entre 1594 et 1597, commandant une partie de son armée, puis fut professeur à l’académie d’Ostrog, participa aux travaux du concile orthodoxe de Berestia, devint directeur de l’imprimerie du monastère de Derman en 1607/12... Il est l'auteur de poésies et de traductions des sermons de saint Jean Chrysostome. 

## Le soulèvement de Nalyvaïko
En juin 1594, les Cosaques zaporogues reçoivent l'envoyé de l'empereur Erich Lassota von Steblau et acceptent une alliance avec l'empire contre l'empire ottoman. Dès le mois d'octobre, les Zaporogues, sous le commandement du hetman Hryhoriy Loboda, unis avec l'armée cosaque de Severyn Nalyvaïko, entrent en Moldavie pour obliger son prince à se soumettre aux Habsbourg. Ils battent l'armée moldave devant Soroca et entrent dans la capitale Iaşi, qui est pillée et brûlée.
En février 1595, ils attaquent les bastions turcs de Bender, Akkerman et Kilia avant de revenir en Ukraine. Profitant de leur repli, une armée polonaise entre en Moldavie, dépose le hospodar et le remplace par le boïar Ieremia Movilă à la fin du mois d'août. Le protectorat polonais est reconnu par la Porte. Les Cosaques reçoivent l'ordre de regagner leurs établissements, mais restent en Podolie où ils se heurtent aux Polonais. Ils sont victorieux d'une armée polonaise à Bratslav, puis à la fin de l'année se divisent en deux groupes : Loboda opère en Kiévie, tandis que Nalyvaïko lance des raids en Volhynie et jusqu'en Biélorussie, en perpétrant de nombreux pogroms et massacres de bourgeois et de juifs. Ils obtiennent le ralliement de nombreux paysans, au point que le hetman polonais Stanisław Żółkiewski affirme que Toute l'Ukraine est devenue cosaque ! Le soulèvement dure jusqu'au 26 mai 1596, quand Żółkiewski assiège les révoltés à Loubnié ; Hryhoriy Loboda est assassiné par les insurgés, puis les chefs cosaques Severyn Nalyvaïko et Matvii Chaoula sont livrés aux Polonais le 7 juillet. Żółkiewski surprend et massacre les Cosaques. Nalyvaïko est emmené à Varsovie, où il est torturé puis écartelé en public le 21 avril 1597.

Illustrations
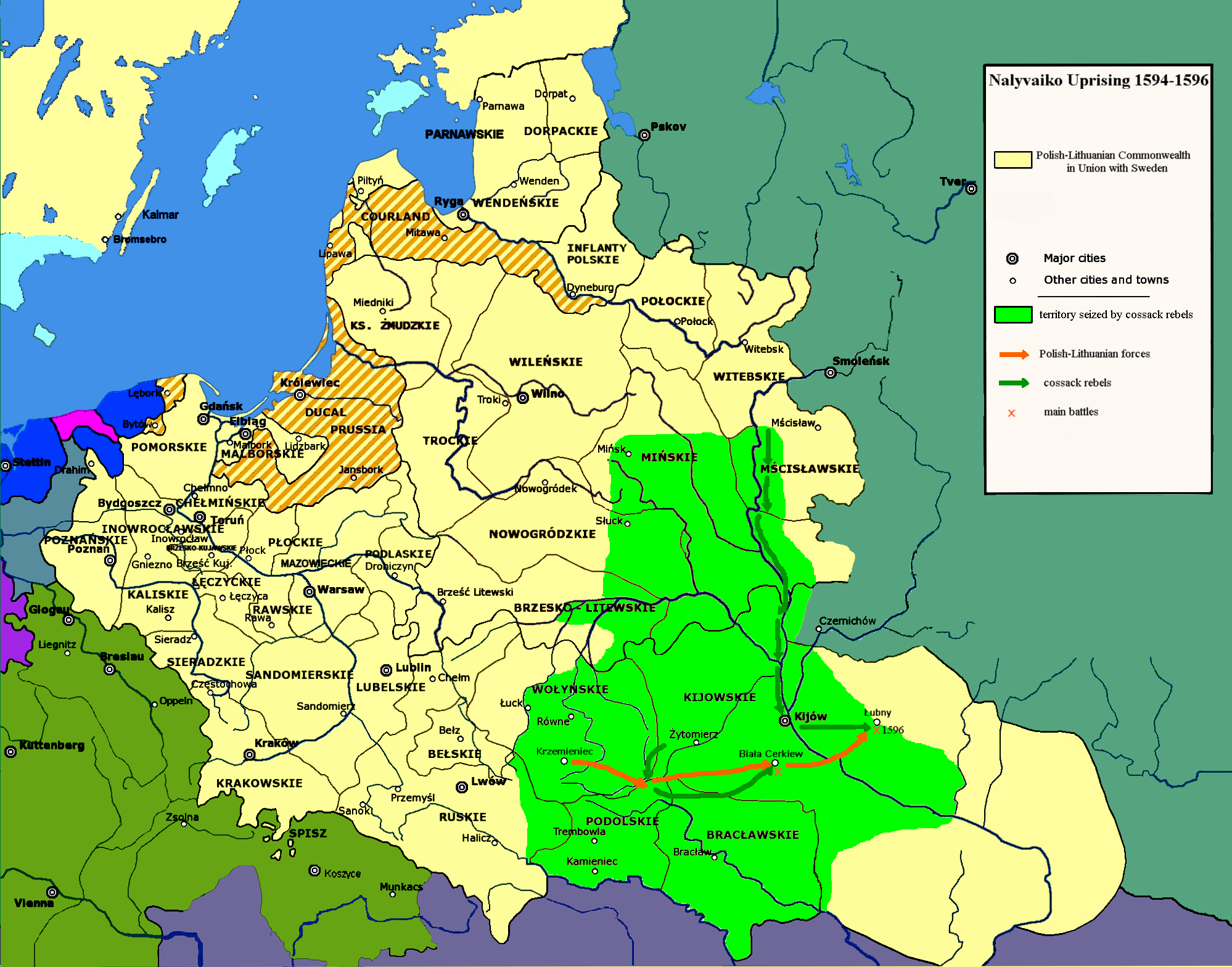
Carte de l'extension du soulèvement de Nalyvaïko au sein de la Pologne-Lituanie.
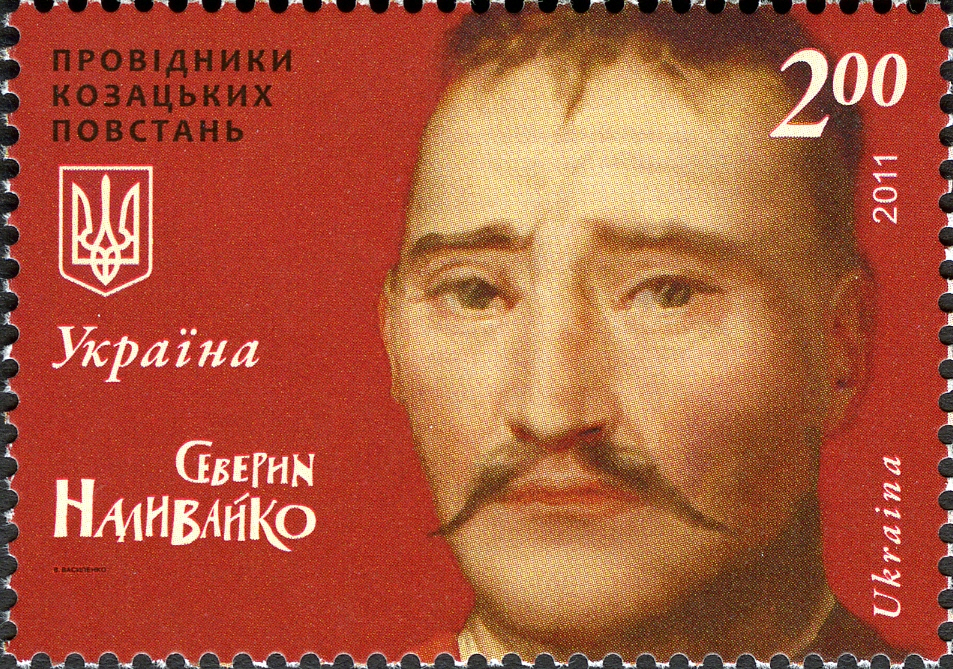
Timbre ukrainien (2011) à la mémoire de Severyn Nalyvaïko.
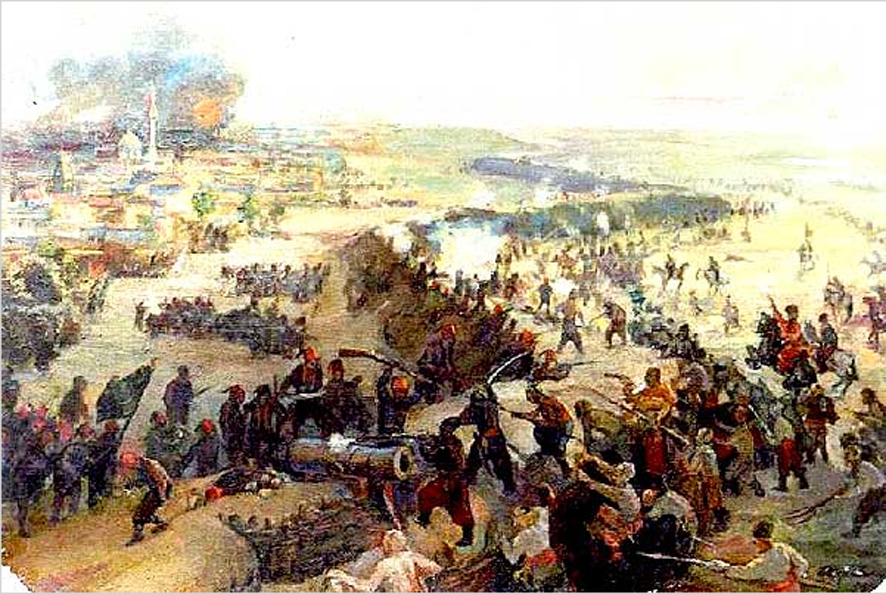
Prise de la forteresse d'Izmaïl par les cosaques ukrainiens menés par Nalyvaïko en 1595.